# Axiodes rhodampyx
Axiodes rhodampyx är en fjärilsart som beskrevs av Louis Beethoven Prout 1938. Axiodes rhodampyx ingår i släktet Axiodes och familjen mätare. Inga underarter finns listade i Catalogue of Life.